# Lune d'automne sur un lac paisible
 (novembre 2018).
Si vous disposez d'ouvrages ou d'articles de référence ou si vous connaissez des sites web de qualité traitant du thème abordé ici, merci de compléter l'article en donnant les références utiles à sa vérifiabilité et en les liant à la section « Notes et références ».
Lune d'automne sur un lac paisible (chinois : 平湖秋月 ; pinyin : pínghú qiūyuè), est un monument patrimonial situé sur le lac de l'Ouest, à Hangzhou, province du zhejiang, en Chine. C'est également le titre d'une œuvre pour gaohu, composée par le créateur de l'instrument, Lü Wencheng (1898-1981). Ce morceau est resté une œuvre emblématique de la musique cantonaise, inspiré par ce lieu.